# Педро Симон
Педро Симон (ісп. Pedro Simón; 1574 — бл. 1628) — францисканський чернець, іспанський історик і педагог у віцекоролівстві Нова Гранада.

## Життєпис
Про його життя в Іспанії до відправлення в Південну Америку відомо дуже мало. Навчався гуманітарних наук у монастирі Сан Франсіско де Картахена. Симон прибув до Нової Гранади у 1604 році з місією заснувати студії у францисканській провінції. З цього моменту обіймав посаду професора протягом наступних 14 років — до 1618 року.
Крім своєї посади викладача і проповідника, обіймав різні духовні посади: провінційний вибірник церковного округу, прелат монастиря Сан Франсіско в Богота, візитадор провінції Санта-Крус в Каракасі (сучасна Венесуела), під чию юрисдикцію потрапляли острови Санто-Домінго і Пуерто-Рико.
Він побував у різних місцях королівства. Одна з його найвідоміших поїздок сталася в 1608 році, коли він взяв участь у свиті дона Хуана де Борха, президента Королівської Аудієнції, в його військової експедиції проти індіанців піхао, про що він детально описує у своїх хроніках.
3 червня 1623 року провінційним капітулом Педро Симон призначається головою церковного округу. У 1626 році його було переведено в монастиря Сан-Дієго-де Убате, де він раптово помер в період: десь з жовтня 1627 року по травень 1628 року.

## Творчість
Педро Симон склав всеохопний історичний твір Noticias historiales de las conquistas de Tierra Firme en las Indias occidentales, більше знане як «Noticias historiales» («Історичні повідомлення») з історії Колумбії та Венесуели, зокрема з історії цивілізації чибча-муїсків. При цьому більшу частину займає розповідь про завоювання і початок колонізації обох країн.
В його праці поєднані традиції іспанської прози та «магічний реалізм», яким згодом уславилася література Латинської Америки. У книзі наводиться великий географічний опис Королівства Нова Гранада. Структурна схема твору досить цікава й оригінальна: вона розділена на три частини, кожна з яких ділитися своєю чергою на сім повідомлень, а кожне повідомлення на глави.
Праця Симона, завдяки його критичного стилю та правдивості, а також лаконічності в питаннях історіографічних канонів, вийшов за рамки власне простого документально-інформативного рівня, і являють собою історичне джерело, що охоплює всі сторони розвитку людських суспільств: він висвітлює питання соціальні, питання лінгвістики, антропології, релігії та інші. Він, правда, допустив ряд помилок при описі першовідкривачів, зважаючи давності подій.

## Публікація
Перша частина Noticias Historias була опублікована в Куенка (Іспанія) в 1627 році. У 1819 році намагалися видати повністю весь твір, але закінчилося тим, що були надруковані кілька глав третьої частини, в мадридському журналі «Continuación al Almacén de Frutos literarios», але при цьому редактори сильно змінили мову автора на свій лад.
В Англії в 1848 році були видані кілька фрагментів другій частині, і низка інших. У 1882—1892 роках Медардо Рівас, видавець з Боготи, здійснив повне видання Noticias Historiales. У 1953 і 1981 роках було здійснено два нових видання в Боготі.